# Gavello
Gavello är en ort och kommun i provinsen Rovigo i regionen Veneto i Italien. Kommunen hade 1 515 invånare (2018).